# Silhouettea capitlineata
Silhouettea capitlineata är en fiskart som beskrevs av Randall 2008. Silhouettea capitlineata ingår i släktet Silhouettea och familjen smörbultsfiskar. Inga underarter finns listade i Catalogue of Life.